# Mordellistena picilabris
Mordellistena picilabris es una especie de coleóptero de la familia Mordellidae.

## Distribución geográfica
Habita en Estados Unidos.